# Сава Саванович
Сава Саванович (серб. Сава Савановић) — вампір, персонаж сербського фольклору. За повір'ям, Сава Саванович жив у водяному млині на річці Рогачиця у селі Зарож'є у Златиборському окрузі поблизу кордону з Боснією і Герцеговиною. Він вдень спить, а вночі полює на необачних перехожих, що насмілилися прийти вночі на млин. До 1950-х років млин працював і належав родині Ягодичів. Після закриття млин став туристичним об'єктом. У 2012 році млин завалився.

## У культурі
Сава Саванович фігурує у книзі «Після дев'яноста років» письменника Мілована Глишича. На основі роману у 1973 році знято фільм «Метелик».